# Württembergische Südbahn
Württembergische Südbahn – niemiecka linia kolejowa w Wirtembergii, z Ulm do  Friedrichshafen.